# Калитки (деревня)
Калитки — деревня в Ефимовском городском поселении Бокситогорского района Ленинградской области.

## История
Согласно X-ой ревизии 1857 года:

КАЛИТКИ — деревня, принадлежит Мамаеву: хозяйств — 10, жителей: 31 м. п., 34 ж. п., всего 65 чел.

По земской переписи 1895 года:

  
КАЛИТКИ — деревня, крестьяне бывшие Мамаева: хозяйств — 12, жителей: 40 м. п., 26 ж. п., всего 66 чел.

В конце XIX — начале XX века деревня административно относилась к Соминской волости 1-го земского участка 3-го стана Устюженского уезда Новгородской губернии.

КАЛИТКИ — деревня Соминского сельского общества, число дворов — 20, число домов — 23, число жителей: 41 м. п., 32 ж. п.; Занятие жителей: земледелие, отхожие заработки. Река Соминка. (1910 год)

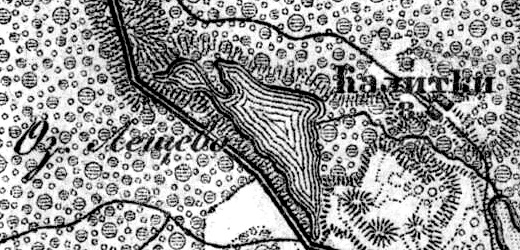
Деревня Калитки на карте 1917 года

Согласно военно-топографической карте Новгородской губернии издания 1917 года деревня состояла из 8 крестьянских дворов.
С 1917 по 1918 год деревня входила в состав Тарантаевской волости Тихвинского уезда Новгородской губернии.
С 1918 года, в составе Череповецкой губернии.
С 1924 года, в составе Соминской волости Устюженского уезда.
С 1927 года, в составе Ефимовского района.
В 1928 году население деревни составляло 90 человек.
По данным 1933 года деревня Калитки входила в состав Соминского сельсовета Ефимовского района.
С 1965 года, в составе Бокситогорского района.
По данным 1966, 1973 и 1990 годов деревня Калитки также входила в состав Соминского сельсовета.
В 1997 году в деревне Калитки Соминской волости проживал 1 человек, в 2002 году — также 1 человек (русский).
В 2007 году в деревне Калитки Ефимовского ГП проживал 1 человек, в 2010 году — 2, в 2015 году — 1, в 2016 году — также 1 человек.

## География
Деревня расположена в юго-восточной части района близ автодороги А114 (Вологда — Новая Ладога).
Расстояние до административного центра поселения — 24 км.
Расстояние до ближайшей железнодорожной станции Ефимовская — 28 км.
Деревня находится близ правого берега реки Соминка.

## Демография
| 1997 | 2002 | 2007 | 2010 | 2017 |
| ---- | ---- | ---- | ---- | ---- |
| 1    | →1   | →1   | ↗2   | ↘0   |